# 波勝崎モンキーベイ
波勝崎モンキーベイ（はがちざきモンキーベイ、英: Hagachizaki Monkey Bay）は、静岡県賀茂郡南伊豆町の北西部にある海岸・波勝崎（はがちざき）にある野生サル園。
沿岸の「餌やり小屋」に餌を食べに来るサルの群れを身近に観察することができる。約300匹のサルを擁し、「東日本最大級」を謳っている。

## 概要
前身は1957年（昭和32年）に開園した波勝崎苑（はがちざきえん）であり、地元の肥田与平が1953年（昭和28年）から4年かけて野猿の群れを餌付けし、東海バスの支援を受けて開園した。
1970年代には最高で年間46万人の入園者があったが、バブル崩壊を経つつ入園者は減り続け、2018年には年間2万人にまで入園者が落ち込むなどして経営難に陥り、2019年（令和元年）9月に休園した。
そこで、河津町で「iZoo」や「KawaZoo」を運営する有限会社レップジャパン（白輪剛史代表、静岡市）が経営を引き継ぎ、2020年（令和2年）5月7日に波勝崎モンキーベイとして開園した。
年中無休で、開園時間は9:00〜16:00（最終入園15:30）。入園料は、大人（中学生以上）1200円、小人（小学生）600円、6歳未満無料。餌はせんべいとサツマイモが各300円、盛り合わせバケツが1000円。駐車場300台。

## 沿革
- 1953年（昭和28年） - 肥田与平が波勝崎の野猿の餌付けに着手。
- 1957年（昭和32年） - 東海バスの支援で「波勝崎苑」開園。
- 2019年（令和元年）9月 - 「波勝崎苑」休園。
- 2020年（令和2年）5月7日 - 有限会社レップジャパンが経営を引き継ぎ、「波勝崎モンキーベイ」として開園。